# Table for Five
Table for Five (br Com Amor e Ternura) é um filme estadunidense de 1983, do gênero drama. O longa foi dirigido por Robert Lieberman e estrelado por Jon Voight e Richard Crenna.

## Recepção
O crítico Ricardo Largman, do Jornal do Brasil, recomendou o filme na época, qualificando-o como "sensível, comovente e, principalmente, real".